# 6 uur van Monza 2023
De 6 uur van Monza 2023 was de vijfde race van het FIA World Endurance Championship-seizoen 2023. De race werd verreden op 9 juli 2023 op het Autodromo Nazionale Monza nabij Monza, Italië.
De race werd gewonnen door de Toyota Gazoo Racing #7 van Mike Conway, Kamui Kobayashi en José María López. De LMP2-klasse werd gewonnen door de Jota #28 van Pietro Fittipaldi, David Heinemeier Hansson en Oliver Rasmussen. De LMGTE Am-klasse werd gewonnen door de Dempsey-Proton Racing #77 van Julien Andlauer, Christian Ried en Mikkel O. Pedersen.

## Inschrijvingen
Er waren 36 auto's ingeschreven voor de race, bestaande uit dertien in de Hypercar-klasse, elf in de LMP2-klasse en twaalf in de LMGTE Am-klasse. Het team Proton Competition, een klantenteam van Porsche, had hun auto ontvangen en ging vanaf de race op Monza deelnemen in deze klasse met nummer #99. Hun LMGTE Am-inschrijving met startnummer #88 werd teruggetrokken. In de #4 Floyd Vanwall Racing Team werd Tom Dillmann vervangen door João Paulo de Oliveira, en in de Glickenhaus Racing #708 werd Ryan Briscoe vervangen door Nathanaël Berthon.
In de LMP2-klasse keerde Andrea Caldarelli terug in de #9 Prema Racing als vervanger van Juan Manuel Correa, die in de Formule 2 moest rijden. In de andere Prema-inschrijving met startnummer #63 werd Mirko Bortolotti, die dat weekend in de DTM reed, vervangen door Mathias Beche. Ook bij United Autosports vonden wisselingen plaas in beide auto's. In de #22 werd Filipe Albuquerque vervangen door Ben Hanley, terwijl in de #23 de plaats van Tom Blomqvist werd ingenomen door Giedo van der Garde. Beide coureurs hadden verplichtingen in het IMSA SportsCar Championship.
In de LMGTE Am-klasse was de #98 NorthWest AMR afwezig. In de #56 Project 1 - AO werden P. J. Hyett en Gunnar Jeannette vervangen door Guilherme Oliveira en Efrin Castro, omdat zij beiden moesten rijden in de Noord-Amerikaanse Porsche Carrera Cup. In de #57 Kessel Racing werd Daniel Serra vervangen door Kei Cozzolino.

## Kwalificatie
Tijden vetgedrukt betekent de snelste tijd in die klasse.
| Pos. | Klasse   | No. | Team                      | Tijd     | Grid |
| ---- | -------- | --- | ------------------------- | -------- | ---- |
| 1    | Hypercar | 7   | Toyota Gazoo Racing       | 1:35.358 | 1    |
| 2    | Hypercar | 50  | Ferrari – AF Corse        | 1:35.375 | 2    |
| 3    | Hypercar | 8   | Toyota Gazoo Racing       | 1:35.460 | 3    |
| 4    | Hypercar | 93  | Peugeot TotalEnergies     | 1:35.662 | 4    |
| 5    | Hypercar | 2   | Cadillac Racing           | 1:35.720 | 5    |
| 6    | Hypercar | 51  | Ferrari – AF Corse        | 1:35.771 | 6    |
| 7    | Hypercar | 94  | Peugeot TotalEnergies     | 1:35.780 | 7    |
| 8    | Hypercar | 5   | Porsche Penske Motorsport | 1:35.973 | 8    |
| 9    | Hypercar | 38  | Hertz Team Jota           | 1:36.188 | 9    |
| 10   | Hypercar | 6   | Porsche Penske Motorsport | 1:36.497 | 10   |
| 11   | Hypercar | 708 | Glickenhaus Racing        | 1:36.614 | 11   |
| 12   | Hypercar | 99  | Proton Competition        | 1:36.668 | 12   |
| 13   | Hypercar | 4   | Floyd Vanwall Racing Team | 1:38.089 | 13   |
| 14   | LMP2     | 41  | Team WRT                  | 1:39.354 | 14   |
| 15   | LMP2     | 28  | Jota                      | 1:39.707 | 15   |
| 16   | LMP2     | 22  | United Autosports         | 1:39.790 | 16   |
| 17   | LMP2     | 10  | Vector Sport              | 1:39.887 | 17   |
| 18   | LMP2     | 34  | Inter Europol Competition | 1:39.894 | 18   |
| 19   | LMP2     | 31  | Team WRT                  | 1:39.957 | 19   |
| 20   | LMP2     | 63  | Prema Racing              | 1:39.976 | 20   |
| 21   | LMP2     | 35  | Alpine Elf Team           | 1:40.061 | 21   |
| 22   | LMP2     | 36  | Alpine Elf Team           | 1:40.214 | 22   |
| 23   | LMP2     | 9   | Prema Racing              | 1:40.340 | 23   |
| 24   | LMP2     | 23  | United Autosports         | 1:40.379 | 24   |
| 25   | LMGTE Am | 85  | Iron Dames                | 1:47.632 | 25   |
| 26   | LMGTE Am | 25  | ORT by TF                 | 1:48.058 | 26   |
| 27   | LMGTE Am | 77  | Dempsey-Proton Racing     | 1:48.116 | 27   |
| 28   | LMGTE Am | 83  | Richard Mille AF Corse    | 1:48.221 | 28   |
| 29   | LMGTE Am | 86  | GR Racing                 | 1:48.464 | 29   |
| 30   | LMGTE Am | 33  | Corvette Racing           | 1:48.519 | 30   |
| 31   | LMGTE Am | 54  | AF Corse                  | 1:48.599 | 31   |
| 32   | LMGTE Am | 21  | AF Corse                  | 1:48.713 | 32   |
| 33   | LMGTE Am | 57  | Kessel Racing             | 1:48.962 | 33   |
| 34   | LMGTE Am | 56  | Project 1 – AO            | 1:49.232 | 34   |
| 35   | LMGTE Am | 777 | D'Station Racing          | 1:49.509 | 35   |
| 36   | LMGTE Am | 60  | Iron Lynx                 | 1:49.883 | 36   |

## Uitslag
Winnaars in hun klasse zijn vetgedrukt; Hypercar is rood, LMP2 is blauw en LMGTE Am is oranje.
| Pos. | Klasse   | No. | Team                      | Coureurs                                                    | Chassis                          | Banden | Ronden | Tijd/Reden  |
| Pos. | Klasse   | No. | Team                      | Coureurs                                                    | Motor                            | Banden | Ronden | Tijd/Reden  |
| ---- | -------- | --- | ------------------------- | ----------------------------------------------------------- | -------------------------------- | ------ | ------ | ----------- |
| 1    | Hypercar | 7   | Toyota Gazoo Racing       | Mike Conway Kamui Kobayashi José María López                | Toyota GR010 Hybrid              | M      | 200    | 6:00:31.922 |
| 1    | Hypercar | 7   | Toyota Gazoo Racing       | Mike Conway Kamui Kobayashi José María López                | Toyota 3.5 L Turbo V6            | M      | 200    | 6:00:31.922 |
| 2    | Hypercar | 50  | Ferrari AF Corse          | Antonio Fuoco Miguel Molina Nicklas Nielsen                 | Ferrari 499P                     | M      | 200    | +16.520     |
| 2    | Hypercar | 50  | Ferrari AF Corse          | Antonio Fuoco Miguel Molina Nicklas Nielsen                 | Ferrari F163 3.0 L Turbo V6      | M      | 200    | +16.520     |
| 3    | Hypercar | 93  | Peugeot TotalEnergies     | Paul di Resta Mikkel Jensen Jean-Éric Vergne                | Peugeot 9X8                      | M      | 200    | +1:18.179   |
| 3    | Hypercar | 93  | Peugeot TotalEnergies     | Paul di Resta Mikkel Jensen Jean-Éric Vergne                | Peugeot X6H 2.6 L Turbo V6       | M      | 200    | +1:18.179   |
| 4    | Hypercar | 5   | Porsche Penske Motorsport | Dane Cameron Michael Christensen Frédéric Makowiecki        | Porsche 963                      | M      | 199    | +1 ronde    |
| 4    | Hypercar | 5   | Porsche Penske Motorsport | Dane Cameron Michael Christensen Frédéric Makowiecki        | Porsche 9RD 4.6 L Turbo V8       | M      | 199    | +1 ronde    |
| 5    | Hypercar | 51  | Ferrari AF Corse          | James Calado Antonio Giovinazzi Alessandro Pier Guidi       | Ferrari 499P                     | M      | 199    | +1 ronde    |
| 5    | Hypercar | 51  | Ferrari AF Corse          | James Calado Antonio Giovinazzi Alessandro Pier Guidi       | Ferrari F163 3.0 L Turbo V6      | M      | 199    | +1 ronde    |
| 6    | Hypercar | 8   | Toyota Gazoo Racing       | Sébastien Buemi Brendon Hartley Ryō Hirakawa                | Toyota GR010 Hybrid              | M      | 199    | +1 ronde    |
| 6    | Hypercar | 8   | Toyota Gazoo Racing       | Sébastien Buemi Brendon Hartley Ryō Hirakawa                | Toyota 3.5 L Turbo V6            | M      | 199    | +1 ronde    |
| 7    | Hypercar | 6   | Porsche Penske Motorsport | Kévin Estre André Lotterer Laurens Vanthoor                 | Porsche 963                      | M      | 199    | +1 ronde    |
| 7    | Hypercar | 6   | Porsche Penske Motorsport | Kévin Estre André Lotterer Laurens Vanthoor                 | Porsche 9RD 4.6 L Turbo V8       | M      | 199    | +1 ronde    |
| 8    | Hypercar | 708 | Glickenhaus Racing        | Nathanaël Berthon Romain Dumas Olivier Pla                  | Glickenhaus SCG 007 LMH          | M      | 199    | +1 ronde    |
| 8    | Hypercar | 708 | Glickenhaus Racing        | Nathanaël Berthon Romain Dumas Olivier Pla                  | Glickenhaus P21 3.5 L Turbo V8   | M      | 199    | +1 ronde    |
| 9    | Hypercar | 38  | Hertz Team Jota           | António Félix da Costa Will Stevens Ye Yifei                | Porsche 963                      | M      | 198    | +2 ronden   |
| 9    | Hypercar | 38  | Hertz Team Jota           | António Félix da Costa Will Stevens Ye Yifei                | Porsche 9RD 4.6 L Turbo V8       | M      | 198    | +2 ronden   |
| 10   | Hypercar | 2   | Cadillac Racing           | Earl Bamber Alex Lynn Richard Westbrook                     | Cadillac V-Series.R              | M      | 198    | +2 ronden   |
| 10   | Hypercar | 2   | Cadillac Racing           | Earl Bamber Alex Lynn Richard Westbrook                     | Cadillac LMC55R 5.5 L V8         | M      | 198    | +2 ronden   |
| 11   | LMP2     | 28  | Jota                      | Pietro Fittipaldi David Heinemeier Hansson Oliver Rasmussen | Oreca 07                         | G      | 193    | +7 ronden   |
| 11   | LMP2     | 28  | Jota                      | Pietro Fittipaldi David Heinemeier Hansson Oliver Rasmussen | Gibson GK428 4.2 L V8            | G      | 193    | +7 ronden   |
| 12   | LMP2     | 36  | Alpine Elf Team           | Julien Canal Charles Milesi Matthieu Vaxivière              | Oreca 07                         | G      | 192    | +8 ronden   |
| 12   | LMP2     | 36  | Alpine Elf Team           | Julien Canal Charles Milesi Matthieu Vaxivière              | Gibson GK428 4.2 L V8            | G      | 192    | +8 ronden   |
| 13   | LMP2     | 41  | Team WRT                  | Rui Andrade Louis Delétraz Robert Kubica                    | Oreca 07                         | G      | 192    | +8 ronden   |
| 13   | LMP2     | 41  | Team WRT                  | Rui Andrade Louis Delétraz Robert Kubica                    | Gibson GK428 4.2 L V8            | G      | 192    | +8 ronden   |
| 14   | LMP2     | 23  | United Autosports         | Giedo van der Garde Oliver Jarvis Josh Pierson              | Oreca 07                         | G      | 192    | +8 ronden   |
| 14   | LMP2     | 23  | United Autosports         | Giedo van der Garde Oliver Jarvis Josh Pierson              | Gibson GK428 4.2 L V8            | G      | 192    | +8 ronden   |
| 15   | LMP2     | 34  | Inter Europol Competition | Albert Costa Fabio Scherer Jakub Śmiechowski                | Oreca 07                         | G      | 192    | +8 ronden   |
| 15   | LMP2     | 34  | Inter Europol Competition | Albert Costa Fabio Scherer Jakub Śmiechowski                | Gibson GK428 4.2 L V8            | G      | 192    | +8 ronden   |
| 16   | LMP2     | 22  | United Autosports         | Ben Hanley Philip Hanson Frederick Lubin                    | Oreca 07                         | G      | 192    | +8 ronden   |
| 16   | LMP2     | 22  | United Autosports         | Ben Hanley Philip Hanson Frederick Lubin                    | Gibson GK428 4.2 L V8            | G      | 192    | +8 ronden   |
| 17   | LMP2     | 63  | Prema Racing              | Mathias Beche Daniil Kvjat Doriane Pin                      | Oreca 07                         | G      | 192    | +8 ronden   |
| 17   | LMP2     | 63  | Prema Racing              | Mathias Beche Daniil Kvjat Doriane Pin                      | Gibson GK428 4.2 L V8            | G      | 192    | +8 ronden   |
| 18   | LMP2     | 35  | Alpine Elf Team           | Olli Caldwell André Negrão Memo Rojas                       | Oreca 07                         | G      | 192    | +8 ronden   |
| 18   | LMP2     | 35  | Alpine Elf Team           | Olli Caldwell André Negrão Memo Rojas                       | Gibson GK428 4.2 L V8            | G      | 192    | +8 ronden   |
| 19   | Hypercar | 94  | Peugeot TotalEnergies     | Loïc Duval Gustavo Menezes Nico Müller                      | Peugeot 9X8                      | M      | 191    | +9 ronden   |
| 19   | Hypercar | 94  | Peugeot TotalEnergies     | Loïc Duval Gustavo Menezes Nico Müller                      | Peugeot X6H 2.6 L Turbo V6       | M      | 191    | +9 ronden   |
| 20   | Hypercar | 4   | Floyd Vanwall Racing Team | João Paulo de Oliveira Esteban Guerrieri Tristan Vautier    | Vanwall Vandervell 680           | M      | 191    | +9 ronden   |
| 20   | Hypercar | 4   | Floyd Vanwall Racing Team | João Paulo de Oliveira Esteban Guerrieri Tristan Vautier    | Gibson GL458 4.5 L V8            | M      | 191    | +9 ronden   |
| 21   | LMP2     | 9   | Prema Racing              | Andrea Caldarelli Filip Ugran Bent Viscaal                  | Oreca 07                         | G      | 191    | +9 ronden   |
| 21   | LMP2     | 9   | Prema Racing              | Andrea Caldarelli Filip Ugran Bent Viscaal                  | Gibson GK428 4.2 L V8            | G      | 191    | +9 ronden   |
| 22   | LMGTE Am | 77  | Dempsey-Proton Racing     | Julien Andlauer Christian Ried Mikkel O. Pedersen           | Porsche 911 RSR-19               | M      | 185    | +15 ronden  |
| 22   | LMGTE Am | 77  | Dempsey-Proton Racing     | Julien Andlauer Christian Ried Mikkel O. Pedersen           | Porsche M97/80 4.2 L Flat-6      | M      | 185    | +15 ronden  |
| 23   | LMGTE Am | 60  | Iron Lynx                 | Matteo Cressoni Alessio Picariello Claudio Schiavoni        | Porsche 911 RSR-19               | M      | 185    | +15 ronden  |
| 23   | LMGTE Am | 60  | Iron Lynx                 | Matteo Cressoni Alessio Picariello Claudio Schiavoni        | Porsche M97/80 4.2 L Flat-6      | M      | 185    | +15 ronden  |
| 24   | LMGTE Am | 86  | GR Racing                 | Ben Barker Riccardo Pera Michael Wainwright                 | Porsche 911 RSR-19               | M      | 184    | +16 ronden  |
| 24   | LMGTE Am | 86  | GR Racing                 | Ben Barker Riccardo Pera Michael Wainwright                 | Porsche M97/80 4.2 L Flat-6      | M      | 184    | +16 ronden  |
| 25   | LMGTE Am | 33  | Corvette Racing           | Nick Catsburg Ben Keating Nicolás Varrone                   | Chevrolet Corvette C8.R          | M      | 184    | +16 ronden  |
| 25   | LMGTE Am | 33  | Corvette Racing           | Nick Catsburg Ben Keating Nicolás Varrone                   | Chevrolet LT6 5.5 L V8           | M      | 184    | +16 ronden  |
| 26   | LMGTE Am | 85  | Iron Dames                | Sarah Bovy Rahel Frey Michelle Gatting                      | Porsche 911 RSR-19               | M      | 184    | +16 ronden  |
| 26   | LMGTE Am | 85  | Iron Dames                | Sarah Bovy Rahel Frey Michelle Gatting                      | Porsche M97/80 4.2 L Flat-6      | M      | 184    | +16 ronden  |
| 27   | LMGTE Am | 83  | Richard Mille AF Corse    | Luis Pérez Companc Alessio Rovera Lilou Wadoux              | Ferrari 488 GTE Evo              | M      | 183    | +17 ronden  |
| 27   | LMGTE Am | 83  | Richard Mille AF Corse    | Luis Pérez Companc Alessio Rovera Lilou Wadoux              | Ferrari F154CB 3.9 L Turbo V8    | M      | 183    | +17 ronden  |
| 28   | LMGTE Am | 25  | ORT by TF                 | Ahmad Al Harthy Michael Dinan Charlie Eastwood              | Aston Martin Vantage AMR         | M      | 183    | +17 ronden  |
| 28   | LMGTE Am | 25  | ORT by TF                 | Ahmad Al Harthy Michael Dinan Charlie Eastwood              | Aston Martin M177 4.0 L Turbo V8 | M      | 183    | +17 ronden  |
| 29   | LMGTE Am | 56  | Project 1 - AO            | Matteo Cairoli Efrin Castro Guilherme Oliveira              | Porsche 911 RSR-19               | M      | 183    | +17 ronden  |
| 29   | LMGTE Am | 56  | Project 1 - AO            | Matteo Cairoli Efrin Castro Guilherme Oliveira              | Porsche M97/80 4.2 L Flat-6      | M      | 183    | +17 ronden  |
| 30   | LMGTE Am | 21  | AF Corse                  | Simon Mann Ulysse de Pauw Julien Piguet                     | Ferrari 488 GTE Evo              | M      | 182    | +18 ronden  |
| 30   | LMGTE Am | 21  | AF Corse                  | Simon Mann Ulysse de Pauw Julien Piguet                     | Ferrari F154CB 3.9 L Turbo V8    | M      | 182    | +18 ronden  |
| 31   | LMGTE Am | 54  | AF Corse                  | Francesco Castellacci Thomas Flohr Davide Rigon             | Ferrari 488 GTE Evo              | M      | 180    | +20 ronden  |
| 31   | LMGTE Am | 54  | AF Corse                  | Francesco Castellacci Thomas Flohr Davide Rigon             | Ferrari F154CB 3.9 L Turbo V8    | M      | 180    | +20 ronden  |
| NC   | LMP2     | 31  | Team WRT                  | Robin Frijns Sean Gelael Ferdinand Habsburg                 | Oreca 07                         | G      | 179    | +21 ronden  |
| NC   | LMP2     | 31  | Team WRT                  | Robin Frijns Sean Gelael Ferdinand Habsburg                 | Gibson GK428 4.2 L V8            | G      | 179    | +21 ronden  |
| DNF  | Hypercar | 99  | Proton Competition        | Gianmaria Bruni Neel Jani Harry Tincknell                   | Porsche 963                      | M      | 134    | Uitgevallen |
| DNF  | Hypercar | 99  | Proton Competition        | Gianmaria Bruni Neel Jani Harry Tincknell                   | Porsche 9RD 4.6 L Turbo V8       | M      | 134    | Uitgevallen |
| DNF  | LMGTE Am | 57  | Kessel Racing             | Kei Cozzolino Scott Huffaker Takeshi Kimura                 | Ferrari 488 GTE Evo              | M      | 70     | Uitgevallen |
| DNF  | LMGTE Am | 57  | Kessel Racing             | Kei Cozzolino Scott Huffaker Takeshi Kimura                 | Ferrari F154CB 3.9 L Turbo V8    | M      | 70     | Uitgevallen |
| DNF  | LMP2     | 10  | Vector Sport              | Gabriel Aubry Ryan Cullen Matthias Kaiser                   | Oreca 07                         | G      | 66     | Uitgevallen |
| DNF  | LMP2     | 10  | Vector Sport              | Gabriel Aubry Ryan Cullen Matthias Kaiser                   | Gibson GK428 4.2 L V8            | G      | 66     | Uitgevallen |
| DNF  | LMGTE Am | 777 | D'Station Racing          | Tomonobu Fujii Satoshi Hoshino Casper Stevenson             | Aston Martin Vantage AMR         | M      | 7      | Uitgevallen |
| DNF  | LMGTE Am | 777 | D'Station Racing          | Tomonobu Fujii Satoshi Hoshino Casper Stevenson             | Aston Martin M177 4.0 L Turbo V8 | M      | 7      | Uitgevallen |

## Tussenstanden na wedstrijd
Hypercar (coureurs)
| Pos | Coureur                                               | Punten |
| --- | ----------------------------------------------------- | ------ |
| 1   | Sébastien Buemi Brendon Hartley Ryō Hirakawa          | 115    |
| 2   | Mike Conway Kamui Kobayashi José María López          | 92     |
| 3   | James Calado Antonio Giovinazzi Alessandro Pier Guidi | 92     |
| 4   | Antonio Fuoco Miguel Molina Nicklas Nielsen           | 85     |
| 5   | Earl Bamber Alex Lynn Richard Westbrook               | 71     |

Hypercar (constructeurs)
| Pos | Constructeur | Punten |
| --- | ------------ | ------ |
| 1   | Toyota       | 152    |
| 2   | Ferrari      | 125    |
| 3   | Cadillac     | 71     |
| 4   | Porsche      | 66     |
| 5   | Peugeot      | 50     |

Hypercar (teams)
| Pos | Nr | Constructeur       | Punten |
| --- | -- | ------------------ | ------ |
| 1   | 38 | Hertz Team Jota    | 100    |
| 2   | 99 | Proton Competition | 0      |

LMP2 (coureurs)
| Pos | Coureur                                        | Punten |
| --- | ---------------------------------------------- | ------ |
| 1   | Rui Andrade Louis Delétraz Robert Kubica       | 110    |
| 2   | Albert Costa Fabio Scherer Jakub Śmiechowski   | 100    |
| 3   | Philip Hanson Frederick Lubin                  | 82     |
| 4   | Oliver Jarvis Josh Pierson                     | 73     |
| 5   | Julien Canal Charles Milesi Matthieu Vaxivière | 64     |

LMP2 (teams)
| Pos | Nr | Team                      | Punten |
| --- | -- | ------------------------- | ------ |
| 1   | 41 | Team WRT                  | 110    |
| 2   | 34 | Inter Europol Competition | 100    |
| 3   | 22 | United Autosports         | 82     |
| 4   | 23 | United Autosports         | 73     |
| 5   | 36 | Alpine Elf Team           | 64     |

LMGTE Am (coureurs)
| Pos | Coureur                                           | Punten |
| --- | ------------------------------------------------- | ------ |
| 1   | Nick Catsburg Ben Keating Nicolás Varrone         | 145    |
| 2   | Sarah Bovy Rahel Frey Michelle Gatting            | 67     |
| 3   | Ahmad Al Harthy Michael Dinan Charlie Eastwood    | 65     |
| 4   | Julien Andlauer Christian Ried Mikkel O. Pedersen | 60     |
| 5   | Ben Barker Riccardo Pera Michael Wainwright       | 54     |

LMGTE Am (teams)
| Pos | Nr | Team                  | Punten |
| --- | -- | --------------------- | ------ |
| 1   | 33 | Corvette Racing       | 145    |
| 2   | 85 | Iron Dames            | 67     |
| 3   | 25 | ORT by TF             | 65     |
| 4   | 77 | Dempsey-Proton Racing | 60     |
| 5   | 86 | GR Racing             | 54     |